# Zollmuseum Friedrichs

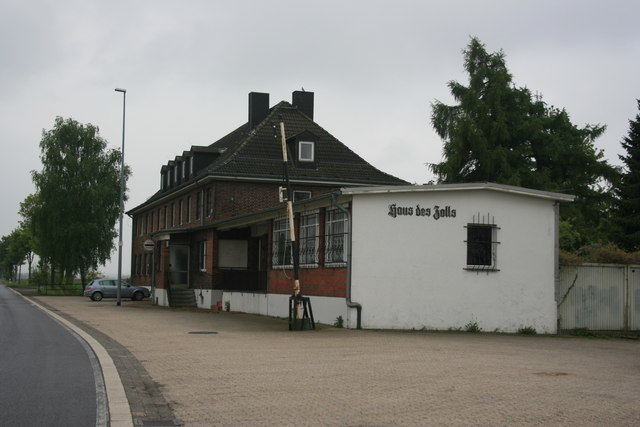
Zollmuseum Friedrichs

Das Zollmuseum Friedrichs in Aachen-Horbach ist ein Museum, das 1984 von dem pensionierten Vorsteher des Hauptzollamtes Aachen Nord, Christian Friedrichs, angelegt wurde und sich mit der Geschichte der Zölle von der Entwicklung und den Einnahmequellen bis hin zum Schutz der einheimischen Wirtschaft befasst. In 22 Räumen des Dienst- und Wohngebäudes des ehemaligen Zollamtes Aachen-Horbach unmittelbar an der niederländischen Grenze werden derzeit rund 3000 Exponate gezeigt, darunter auch verbotene Souvenirs und der Markt der Schwarzbrennerei.
Im August 2014 wurde das Museum in Die Rote Liste des Deutschen Kulturrates aufgenommen und auf die Vorwarnliste gesetzt (Kategorie 3).

## Gebäude
Der Gebäudekomplex wurde 1933 erbaut und besteht aus einem zweigeschossigen Haupt- und ein vorgelagertes, eingeschossiges Abfertigungsgebäude. Das rot verklinkerte Hauptgebäude, das ursprünglich als Büroräume und Wohnungen für die Zollbeamten diente, gliedert sich straßenseitig in elf Achsen mit übereinander geordneten, rechteckigen Fenstern. Es ist bedeckt mit einem Walmdach, in dem straßenseitig fünf und rückwärtig vier sowie in den Schmalseiten je eine Gaube eingelassen sind. Das Treppenhaus ist mit einem hölzernen Treppengeländer ausgestattet. Die Innenräume haben funktionsbedingte Raumteilungen, welche die Dienst- von den Abfertigungsräumen trennten. Das anschließende Abfertigungsgebäude besitzt eine breite Rampe sowie großflächige Fenster zum Überblicken des Grenzverkehrs.
Der Gebäudekomplex wurde 1998 in die Denkmalliste der Stadt Aachen aufgenommen.

## Aufbau der Ausstellung
In den ehemaligen Dienst- und Wohnungsbereichen des Gebäudes werden in sieben Abschnitten unterschiedliche Themen behandelt, die jeweils aufeinander aufbauen:

### Historische Aspekte von Maut und Zoll
In diesen Räumen werden Exponate zum Maut- und Zollwesen und deren Entwicklung in diversen Staaten gezeigt. Kalligrafische mittelalterliche Texte und Repliken ägyptischer Papyri verdeutlichen das Zollwesen im Mittelalter. Die Rüstung eines Mautners, Dokumentationen zu Zolltarifen und Zollstationen erklären das Zusammenspiel zwischen Finanz- und Wirtschaftspolitik und des Staatswesens.
Im Literaturbestand sind Werke zur Besteuerung, der Ausprägung des Geldwesens zum Thema Zoll enthalten. Dem Bereich Aachen ist eine eigene Abteilung zugeordnet, hier werden die historischen Aspekte der Region beleuchtet.

### Grenzziehung und Grenzsteine
In diesem Bereich wird auf über 100 Bildtafeln die Entwicklung der Grenzverläufe und deren Markierungen insgesamt sowie die spezifischen Gegebenheiten sowohl im historischen Aachener Reich und des ehemaligen Vierländereck als auch im heutigen Aachener Raum am Beispiel der Neustraße in Herzogenrath dargestellt.

### Die Arbeit des Zolls
Hier werden die Verwaltungsstrukturen, die Ausbildung und Einsatzbereiche der Zollbeamten und deren Bekleidung und Ausrüstung dargestellt sowie die notwendigen technischen Hilfsmittel und deren Anwendung erläutert.

### Der Schmuggel nach 1945
In diesem Abschnitt wird die spezielle Situation Aachens als Grenzstadt der „sündigen Grenze“ sowohl historisch als auch anhand von Schmuggelutensilien in der Nachkriegszeit beschrieben. Im Besonderen wird auf die Lage Aachens mit seiner kilometerlangen „Grünen Grenze“ ebenso eingegangen wie auf die so genannte Aachener Kaffeefront, die berüchtigten Krähenfüße und auch die mehr als 50 Tote auf Aachens Schmuggelpfaden.

### Der deutsche Zollverein von 1834
1984 fanden in Frankfurt und Berlin Ausstellungen anlässlich des Jubiläums des Zollvereins zum Thema Als die Schranken fielen. Der Deutsche Zollverein statt. Hier wurden die Ideen des Friedrich List, des Freiherrn vom Stein und des David Hansemann aufgezeigt. Die deutschen Staaten wollten bemüht sein, die diversen Binnenzölle zu beseitigten und eine Zusammenarbeit bei gemeinsamen Zöllen zu erreichen. Diese Bemühungen werden in zeitgenössischen Illustrationen und Texten präsentiert.
Die erste Sitzung des Zollparlamentes in Frankfurt und auch der Zug der Studenten auf das Hambacher Schloss werden auf Schautafeln gezeigt. Verschieden positionierte Pressemeinungen verdeutlichen die Auseinandersetzungen unterschiedlicher Gruppierungen dieser Zeit. Die Auswirkungen werden in Beispielen zur Entwicklung des Verkehrswesens, der Industrie und des Handels dargestellt.

### Die innerdeutsche Grenze
Ein weiterer Schwerpunkt der Ausstellung ist die besondere Situation an der innerdeutschen Grenze bis zur Wende 1989/90. Darüber hinaus wird in dieser Abteilung auch die Situation am Westwall mit seiner historischen Entwicklung, den Bunkeranlagen und der Höckerlinie auch in Form eines Nachbaues anschaulich dargestellt.

### Neue Aufgaben des Zolls
Diese Abteilung befasst sich mit den heutigen Aufgaben und Strukturen des Zolls, den verschiedenen Einsatzbereichen unter anderem in der Bekämpfung der Schwarzarbeit, des Menschen- und Drogenschmuggels sowie dem Schmuggel geschützter Wertstoffe, Utensilien und Präparate aber auch mit dem Kampf gegen die Markenpiraterie.